# Romyverleihung 2007
Die Romyverleihung 2007 fand am 21. April 2007 in der Wiener Hofburg statt. Es war die 18. Romyverleihung.

## Moderation
Kristina Sprenger und Heinz Marecek (beide waren auch als beliebteste Seriendarsteller nominiert)

## Sieger und Nominierte
| Kategorie                                                              | Preisträger                 | weitere Nominierte                                                                |
| ---------------------------------------------------------------------- | --------------------------- | --------------------------------------------------------------------------------- |
| Beliebteste Schauspielerin präsentiert von August Schmölzer            | Iris Berben (3. Romy)       | Nicole Beutler Hannelore Elsner Gudrun Landgrebe Sophie Schütt Julia Stemberger   |
| Beliebtester Schauspieler präsentiert von Sunnyi Melles                | Karl Markovics              | Gregor Bloéb Josef Hader Harald Krassnitzer Tobias Moretti Erwin Steinhauer       |
| Beliebtester Moderator präsentiert von maschek                         | Armin Wolf (2. Romy)        | Gerald Groß Hans Georg Heinke Dominic Heinzl Tarek Leitner Roman Rafreider        |
| Beliebteste Moderatorin präsentiert von Arik Brauer                    | Danielle Spera (2. Romy)    | Kati Bellowitsch Birgit Fenderl Claudia Reiterer Barbara Rett Ingrid Thurnher     |
| Beliebtester Talk- und Showmaster präsentiert von Mirjam Weichselbraun | Günther Jauch (4. Romy)     | Armin Assinger Oliver Baier Christian Clerici Oliver Geissen Mirjam Weichselbraun |
| Beliebtester Seriendarsteller präsentiert von Katharina Abt            | Wolfgang Böck (2. Romy)     | Ruth Drexel Ottfried Fischer Mavie Hörbiger Heinz Marecek Kristina Sprenger       |
| Beliebtester Kabarettist präsentiert von Nina Proll und Gregor Bloéb   | Michael Niavarani (2. Romy) | Alfred Dorfer Viktor Gernot Michael Herbig Florian Scheuba Andreas Vitásek        |
| Beliebtester männlicher Shootingstar präsentiert von Gerti Drassl      | Michael Steinocher          | Sergej Moya Joko Winterscheidt                                                    |
| Beliebtester weiblicher Shootingstar präsentiert von Nikolai Kinski    | Daniela Golpashin           | Anna Maria Mühe Cathy Zimmermann                                                  |

| Kategorie                  | Preisträger                                                    |
| -------------------------- | -------------------------------------------------------------- |
| Bester Fernsehfilm         | Brüder III – Auf dem Jakobsweg – Wolfgang Murnberger (4. Romy) |
| Beste Fernsehdokumentation | Kulinarische Weltreise – Eckart Witzigmann                     |
| Beste Programmidee         | Extreme Activity – Jürgen von der Lippe (ProSieben)            |
| Bester Produzent           | Nico Hofmann – Die Flucht, Dresden und Die Sturmflut           |
| Beste Regie                | Robert Dornhelm – Kronprinz Rudolfs letzte Liebe               |
| Beste Kamera               | Peter Zeitlinger – Das Traumhotel – Afrika                     |
| Bestes Buch                | Felix Huby – Tatort – Bienzle und der Tod im Weinberg          |
| Spezialpreis der Jury      | Christoph Feurstein – Natascha Kampusch – Das erste Interview  |

| Kategorie                                                   | Preisträger            |
| ----------------------------------------------------------- | ---------------------- |
| Platin-Romy für das Lebenswerk präsentiert von Erika Pluhar | Senta Berger (2. Romy) |